# 和菓子の味
『和菓子の味』（わがしのあじ）は、NHK総合テレビジョンの「土曜ドラマ」で1994年11月12日から11月26日まで放送されたテレビドラマ。

## 概要
京都の和菓子屋の三姉妹を中軸に、さまざまな人間模様を描く。
和菓子屋の三女・早苗（浅野ゆう子）は、13年前に画家（マイケル富岡）と駆け落ちした。今は東京で、美容師の夫（羽場裕一）と息子（芝崎善紀）の3人で暮らしている。だが、夫が借金を抱えてしまい、父（丹波哲郎）がガンと知らされたのを機会に、親子3人で実家のある京都へ向かうことに。その地で早苗は、画家と再会するのだった。

## キャスト
- 島崎早苗 - 浅野ゆう子
- 松井恵子 - 東ちづる
- 松井京子 - 酒井和歌子
- 島崎明 - 羽場裕一
- 大村良樹 - マイケル富岡
- 島崎大輔 - 芝崎善紀
- 浜口満男 - 山崎海童
- 小笠原清志 - 信太昌之
- 藤森美加 - 吉田かおる
- 早苗の上司 - 西村譲
- 銀行員 - 須永慶
- 花岡清美 - 三田篤子
- 客 - 鳥越龍二、藤本綾子、高木花絵
- 幸田玉子 - 佐々木すみ江
- 西順造 - 久米明
- 由木紀子 - 岸田今日子
- 幸田眞 - 金子信雄
- 松井吉郎 - 丹波哲郎
- 津島道子

## スタッフ
- 作 - 田向正健
- 音楽 - 千住明
- 演奏 - コンセール・レニエ
- 資料提供 - 京菓子共同組合
- 京言葉指導 - 山崎海童
- 所作指導 - 鈴木宗卓
- 制作統括 - 高橋幸作、村山昭紀
- 美術 - 吉保舜三
- 技術 - 大沼伸吉
- 音響効果 - 西ノ宮金之助
- 撮影 - 杉山節郎
- 照明 - 飯酒盃真司
- 音声 - 永井孝夫
- 映像技術 - 伊藤勝彦
- 美術進行 - 諏訪公夫
- 記録 - 城島純一
- 編集 - 高室晃三郎
- 演出 - 上田信、佐藤峰世
- 共同制作 - NHKエンタープライズ

## サブタイトル
1. 恋の街京都
2. 再びの京都
3. 燃える愛と近づく死の織りなす晩秋の京都